# Dactylispa perroteti
Dactylispa perroteti is een keversoort uit de familie bladkevers (Chrysomelidae). De wetenschappelijke naam van de soort werd in 1841 gepubliceerd door Félix Édouard Guérin-Méneville.